# Leon Kirchner
Leon Kirchner (New York, 24 gennaio 1919 – New York, 17 settembre 2009) è stato un compositore statunitense.

## Biografia
Kirchner è nato a Brooklyn, New York. Ha incominciato i suoi studi musicali all'età di quattro anni. Cinque anni dopo, la sua famiglia si trasferì a Los Angeles. Ha incominciato a comporre mentre studiava al Los Angeles City College. Con l'incoraggiamento dei suoi insegnanti di pianoforte e di Ernst Toch, entrò all'Università della California di Los Angeles per studiare con Arnold Schönberg. Kirchner incominciò gli studi universitari all'Università della California di Berkeley e nel 1942 ottenne il Premio George Ladd di Parigi. Mentre la seconda guerra mondiale era in corso in Europa, Kirchner andò a New York e studiò con Roger Sessions. Alla fine della guerra, tornò a Berkeley come docente assistendo Sessions ed Ernest Bloch alle lezioni di teoria.
Kirchner sposò la cantante Gertrude Schoenberg l'8 luglio 1949 e dalla loro unione nacquero due figli.
Kirchner ha conseguito una specializzazione Slee presso l'Università di Buffalo (succedendo ad Aaron Copland) e lavorando come docente presso l'Università della California, l'University of Southern California, l'Università Yale, la Juilliard School e il Mills College, dove ottenne il ruolo di Luther Brusie Marchant Professor dal 1954 al 1961. Nel 1961 successe a Walter Piston all'Università di Harvard, dove fu nominato Walter Bigelow Rosen Professor of Music nel 1965 e insegnò fino al 1989. Nel 1962 divenne membro dell'American Academy of Arts and Letters e l'anno seguente entrò nell'American Academy of Arts and Sciences. Nel 1967 ha vinto l'annuale Premio Pulitzer per la musica nel 1967 grazie al suo Quartet No. 3.
Morì nel 2009 di insufficienza cardiaca congestizia nella sua casa a Central Park West a New York City, all'età di 90 anni.

## Stile musicale
Lo stile musicale di Kirchner è generalmente lineare, cromatico, rapsodico e ritmicamente irregolare; è influenzato da Schoenberg ma non impiega la tecnica dei dodici toni. Kirchner favoriva pressappoco strutture compatte basate su un numero minimo di motivi. Secondo Alexander Ringer, Kirchner è rimasto costantemente individuale, non impressionato dal cambiamento della moda in cui "l'idea, il minerale prezioso dell'arte, si perde nella giungla di grafici, nastri preparati, feedback e minuzie stilistiche fredde".

## Composizioni (elenco parziale)
- 1947 – Duo for Violin and Piano
- 1951 – Sinfonia
- 1952 – Sonata Concertante
- 1954 – Trio
- 1955 – Toccata
- 1965 – Fanfare for Horn and Two Trumpets
- 1966 – Words from Wordsworth
- 1969 – Music for Orchestra
- 1973 – Flutings for Paula
- 1977 – Fanfare II
- 1977 – Lily
- 1982 – The Twilight Stood
- 1985 – Music for Twelve
- 1986 – For Cello solo
- 1986 – For Violin solo
- 1986 – Illuminations
- 1987 – Five Pieces
- 1988 – For Violin solo II
- 1988 – Triptych
- 1988 – Two Duos
- 1989 – Interlude
- 1990 – Kaleidoskop